# جون دورهام بيترز
جون دورهام بيترز (بالإنجليزية: John Durham Peters)‏ هو بروفيسور أمريكي، ولد في 1958.